# Polycyrtus elegans
Polycyrtus elegans là một loài tò vò trong họ Ichneumonidae.